# Hyypiänmäki
Hyypiänmäki är en kulle i Finland.   Den ligger i den ekonomiska regionen  Helsingfors  och landskapet Nyland, i den södra delen av landet, 29 km norr om huvudstaden Helsingfors. Toppen på Hyypiänmäki är 49 meter över havet. Hyypiänmäki ligger vid sjön Valkjärvi.
Terrängen runt Hyypiänmäki är platt. Runt Hyypiänmäki är det tätbefolkat, med 442 invånare per kvadratkilometer. Närmaste större samhälle är Nurmijärvi, 8,3 km nordost om Hyypiänmäki. I omgivningarna runt Hyypiänmäki växer i huvudsak barrskog.